# Basileos
Basileos, basileo o basileus (en griego: Βασιλεύς, basileus) es un título de origen griego aplicado a distintos tipos de monarcas históricos. Utilizado desde la época micénica, cuando era aparentemente otorgado a autoridades menores, se convirtió en la designación común para los soberanos en la época arcaica y clásica. 
Con la desaparición de las monarquías, el título permaneció en uso para designar a un funcionario de la polis, generalmente encargado de los sacrificios públicos. En Macedonia, donde continuó la institución monárquica fue usado para designar al rey y desde allí, tras las conquistas de Alejandro, fue el título de los soberanos de los reinos helenísticos.
Con la conquista romana y la creación del Principado por Augusto, el término griego para rey fue aplicado en los países de habla griega al emperador romano; por esto, sería utilizado más tarde por los emperadores bizantinos.
Transcrito como basileos, basileo o basileus suele usarse en la historiografía para designar a los emperadores bizantinos después de las reformas de Heraclio I en el siglo VII.

## Etimología

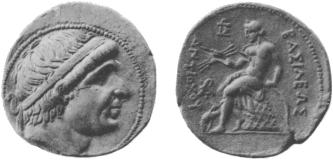
Una moneda de plata del rey seléucida Antíoco I Sóter. La inscripción griega indica ΒΑΣΙΛΕΩΣ ΑΝΤΙΟΧΟΥ (Rey Antíoco).

La etimología de basileús es incierta. Se encuentra atestiguada la forma micénica *gʷasileus (Lineal B: 𐀣𐀯𐀩𐀄, qa-si-re-u), referida a oficiales de la corte o caudillos locales, pero no propiamente a un rey. La mayoría de los lingüistas asume un origen pregriego, adoptado durante la Edad de Bronce desde un substrato preexistente.
La forma femenina de la palabra aparece como basilisa por primera vez en la koiné griega, además de basilea, basílissa, basíleia, basilís, o, más arcaica, basilina o basilinna.

## Basileos en la Grecia posmicénica y arcaica
Después del colapso de la sociedad palacial micénica, en la llamada Edad Oscura, los basileos formaban parte de un grupo aristocrático que ostentaba el poder político y económico de las ciudades, se consideraban iguales entre sí y se organizaban en grupos llamados heterías. Su poder se apoyaba en la familia patriarcal (genos) y en la casa (oikos) que configuraba la unidad económica de la misma sustentada en la propiedad de la tierra, cuyas principales actividades económicas eran la agricultura y sobre todo la ganadería, que era también un símbolo del poder del basileos, pues para mantener sus rebaños era necesario contar con una gran extensión de tierras. Al mismo tiempo no desdeñaban la piratería, en forma de incursiones para robar ganados y ocasionalmente se enrolaban en expediciones de saqueo o como mercenarios para las potencias del Cercano Oriente.
Las relaciones entre los basileos cimentaban su poder y los distinguían como un estamento diferenciado; las mismas se expresaban a través de regalos entre ellos, en una relación recíproca por el cual un basileus podía destacarse por la cantidad de regalos que daba y al mismo tiempo el que recibía el regalo quedaba en deuda simbólica. La relación así forjada era conocida como hospitalidad. Otro vínculo importante se daba en los banquetes, en los cuales se gestaban las alianzas políticas y se tomaban decisiones. 
Según algunos autores, esta monarquía de los tiempos oscuros fue sustituida entre los siglos IX y VII a. C. por regímenes de tipo aritocrático que desembocaron, en la mayoría de los casos, en oligarquías o tiranías.
Otros autores postulan que a comienzos de los tiempos arcaicos existieron reyes cuyo poder era vitalicio y se transmitía por herencia, con características similares a las sociedades de jefatura.

## Grecia clásica
En la época clásica, la monarquía había desaparecido en casi todas las polis griegas, sustituida por gobiernos aristocráticos u oligárquicos y, más tarde, democráticos. En muchas ocasiones también por períodos de transición designados por la historiografía griega, y moderna, como tiranías. Los únicos estados griegos donde continuaba vigente la institución monárquica eran Esparta, con sus dos reyes rivales, Siracusa y Cirene. En los límites del mundo griego se destacaban los reyes de Macedonia, Epiro y Orcómeno de Arcadia. 
Algunos reyes, como Fedón de Argos, fueron considerados tiranos, ya que se distinguía, como atestigua Aristóteles, entre el basileos, que era un gobernante controlado por la ley y la costumbre, y el tirano, quien carecía de otro límite que no fuera su voluntad.
En las demás ciudades el basileos era un funcionario público encargado sobre todo de cuestiones rituales (a veces designado como rey de los sacrificios). En Atenas los poderes reales fueron divididos entre los nueve arcontes; especialmente el arconte basileos, encargado del culto público, el arconte epónimo y el polemarca quien dirigía al ejército. 
Fuera del caso espartano, los griegos clásicos consideraban bárbara, o sea extranjera, el gobierno de un rey. Esto no implicaba ningún juicio de valor sobre la civilización de esos pueblos, sino la idea de que los bárbaros no pueden vivir sin un soberano. El principal de los reyes bárbaros era el monarca persa aqueménida; llamado el Gran Rey (Megas Basileus), el Rey de reyes (Basileus Basileōn; traducción del persa xšāyaθiya xšāyaθiyānām) o simplemente El Rey (Ho Basileus) por antonomasia.

## Imperio romano
Cuando Roma conquistó Grecia y los reinos helenísticos, y se estableció el Principado, el título "César Augusto» fue vertido al griego como «Kaisar Sebastos», siendo la primera palabra una transcripción del cognomen César y la segunda la traducción aproximada del título adoptado por Octavio, que era propio de la lengua y cosmovisión latinas; si bien en algunas inscripciones se optó por la simple transliteración: «Kaisar Augoustos». El título romano de «Imperator», que en principio designaba a un general victorioso y se había convertido en una prerrogativa exclusiva del Príncipe y su familia, se tradujo como: «Autokrator»; es decir, el soberano absoluto. 
El término basileos, no obstante, fue la manera coloquial de referirse al gobernante del imperio en los países de habla griega. Si bien en Roma se evitaba la palabra rex, su equivalente latino, tal prejuicio era desconocido en el oriente helenístico.
Con el tiempo, la denominación basileos fue grabada sobre las monedas imperiales tanto en el alfabeto griego como latino.

### Bizancio

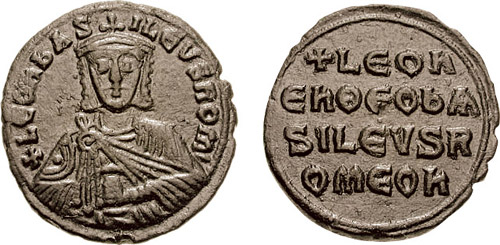
Follis de bronce de León VI el Sabio (r. 886-912). El reverso muestra los títulos griego latino transcripto utilizados en las monedas imperiales: + LEON En ΘEO bASILEVS ROMEOn, "León, en Dios Emperador de los romanos".

En el Imperio romano de Oriente, basileus era el principal título del emperador. Heraclio adoptó esta denominación para reemplazar el título latino de Augusto en 629 y comenzó a ser utilizado como título oficial a partir de Justiniano II, mientras que el idioma griego reemplazaba progresivamente al latín en monedas y documentos oficiales.
El título de basileus fue motivo de una gran controversia cuando Carlomagno fue coronado «Emperador de los romanos». El Imperio, que en teoría era uno solo, era dirigido en su territorio oriental por la emperatriz Irene, regente de su hijo Constantino VI, lo cual era contrario tanto a la costumbre romana, donde el Imperio era gobernado por un emperador varón, como germánica, en especial de los francos. Al mismo tiempo, las intrigas políticas de Constantinopla, con el encarcelamiento y enceguecimiento del emperador Constantino por obra de Irene, fueron el motivo esgrimido por el Papa para coronar a Carlomagno. La emperatriz, por su parte, rechazó el ofrecimiento de matrimonio del rey franco y se hizo llamar «Basileus», dejando de lado el término femenino «Basilissa», negando así el título imperial de Carlomagno.

#### El basileos, autoridad divina
El basileos obtiene su autoridad de Dios y no de su predecesor. Juan II Comneno consideró así que «el encargo del Imperio le había sido confiado por Dios». Esta intervención divina tiene más fuerza cuando el emperador es un usurpador, como en el caso de Nicéforo I y de Basilio I, a los que «Dios ha concedido de reinar sobre los cristianos para la generación presente».
En tanto que individuo, el basileos no es más que una apariencia y todos sus actos dependen de manera estrecha de la voluntad divina. Esta concepción se encuentra esencialmente en las operaciones militares: Alejo I Comneno y Juan II Comneno estiman así como el ejército está colocado «bajo Dios, general en jefe, y yo, su subordinado; una campaña militar, pues, no puede ser iniciada más que si toma el camino de la voluntad divina. Esta concepción implica necesariamente que cualquiera pueda ser elegido por Dios para subir sobre el trono imperial: Justino I, Miguel II, Basilio I, Miguel IV o Miguel V, todos ellos hombres del pueblo, fueron considerados como arrecifes entre el pueblo para reinar sobre el Imperio. En estas condiciones, el emperador puede hacer de todo dentro de los límites de la voluntad divina y sus victorias son las de un soldado de Dios.
Esta concepción divina de la función imperial trae como consecuencia que, sublevarse contra el emperador es una revuelta contra Dios, el rebelde contra el basileos es un enemigo de Dios (θεομάχος) o un sacrilegio (καθοσίώσίς:término utilizado por Miguel Attaleiates en el momento de la revuelta de Constantino X Ducas contra Nicéforo I.
El símbolo del bíblico rey David escogido por Dios fue utilizado habitualmente a lo largo de la historia de Bizancio. En un salterio que se encuentra en París se puede ver una imagen con David sobre un escudo rodeado por su ejército y coronado según la voluntad de Dios, como lo habían de ser los emperadores bizantinos.

#### Los símbolos del poder
El emperador está rodeado de un decoro que simboliza el origen divino de su función; su fuerza divina se impone a quien se presenta ante él. Este tema del Emperador-solo es utilizado en la Corte de León VI, de Alejo I Comneno, de Alejo III Ángelo y de Romano IV que, en el momento de su travesía de Asia Central, es visto por sus soldados como «la igual de Dios».
El símbolo más importante del poder imperial sigue siendo sin embargo el color púrpura: el Emperador es revestido con este color, y en particular el calzado de botas, el kampagia, que son por excelencia el signo del poder imperial. Sólo el Emperador, delegado de Dios, puede usar la porprada imperial: vestido, diademas y perneras.
Otro símbolo del poder es la moneda, el nomisma de oro o el millarision de plata, que son revestidos de un valor consagrado hasta el punto que el único hecho de lanzarlos al suelo y de pisarlos constituyen una ofensa hecha al Emperador.

#### Autoridad legal
Si el basileus es considerado como el elegido de Dios, también ve regulados sus actos por el respeto a la legalidad; siendo la ley personificada, no puede, sin negarse a sí mismo, caer en los excesos tiránicos. Así está sometido a las leyes que garantizan la piedad.
Dejando de lado el ámbito político y militar, una de las funciones más importantes del Basileus era la regulación de las disputas entre las personas particulares, con un gran valor especial, dado que fue la base del posterior desarrollo del procedimiento legal y de las leyes griegas.
Esta función por parte de los basileus de mediar en las disputas son una enorme fuente de beneficio, el mediador cuyo veredicto es aceptado recibe un pago por la mediación. De este modo las únicas personas que estaban en condiciones de obtener beneficios a través de estas disputas eran los basileus.
La más importante de las leyes a las que es sometido el basileus es la ley de sucesión al trono, incluso viniendo de Dios, una toma de poder violenta no es legal. Isaac I Comneno llega así a abdicar, roído por el remordimiento de haber tomado el poder de manera contraria a las leyes. Las leyes de sucesión, incluso no escritas, constituyen «los derechos comunes del Imperio romano» que el basileus puede interpretar, y las carencias de las que puede suplir por decisiones personales tomadas conforme a las costumbres griegos.
Sigue siendo cierto que el trono aparece como un bien común del que el emperador no vacila en disponer a su voluntad. Así, por ejemplo, la decisión de Constantino IX de elegir él mismo su sucesor, o el juramento impuesto por Constantino X a su esposa de no casarse nunca más, son observados sobre todo por la autoridad eclesiástica, como actos ilegales y que no tienden al bien común. Del mismo modo, la adjudicación de las funciones del Estado no puede proceder de ninguna fantasía imperial.

#### Principio dinástico
El principio dinástico, es decir la transmisión hereditaria del poder imperial, va siendo impuesto de manera progresiva y sobre todo a partir del siglo IX. Las emperatrices reinantes dan a luz en una sala especial del Palacio sagrado, la porphyra y el niño nace así porfirogénito, que es una presunción de que será el heredero del trono.
El derecho dinástico se impone definitivamente con la dinastía macedónica. Para asegurar su sucesión, Basilio I asocia al trono a sus hijos Constantino, León y Alejandro, inaugurando así una práctica que se perpetuará con el paso del tiempo.
Su hijo mayor, Constantino, muere antes de llegar al trono. León VI, su sucesor, contrae tres matrimonios sin poder engendrar un heredero, y contrae entonces, en violación del Código Civil que él mismo había promulgado, una cuarta unión de donde nace un hijo, Constantino, que la emperatriz Zoé se ocupa de hacer nacer en la porphyra.
Hecho emperador, Constantino VII verá borrarse su bastardía legal ante el estatuto de porfirogénito, destinado a diferenciarlo de su suegro, el emperador asociado Romano Lecapeno, aunque este asocia sus propios hijos al trono, no consigue apartar a Constantino de la sucesión. La destitución de los Lecapenos establece claramente el cariño de los bizantinos por la transmisión hereditaria del trono, por lo que el heredero legítimo fue el hijo de León VI, a pesar de las circunstancias de su concepción.
Romano II, hijo de Constantino, continuó con la tradición al asociar sus dos hijos Basilio II y Constantino VIII al trono, aunque debido al prematuro fallecimiento del emperador y a la minoría de edad de sus hijos, dos generales (Nicéforo II y Juan I Tzimisces) ascendieron al poder, actuando como tutores y regentes de los infantes. Tras el fallecimiento de Tzimisces, Basilio, ya mayor de edad asumió el poder.
Este afecto de los bizantinos por el principio de la legitimidad conducirá al pueblo, a la muerte de Zoe, que gobernaba tras el fallecimiento de su esposo Constantino IX, a sacar de un convento a la última hija de Constantino VIII, Teodora, para proclamarla basilea.